# Graham v. Florida
Graham contre l'état de Floride est un jugement de la cour suprême des États-Unis en 2010. La cour a décidé que les criminels mineurs ne peuvent pas être condamnés à une peine de prison à vie sans possibilité de remise de peine pour les crimes sans meurtre.
En 2005, la cour, dans l'affaire Roper contre Simmons, avait aboli la peine de mort pour les criminels mineurs. Dans l'affaire Graham vs. Florida, la cour suprême a décidé que cela devait s'appliquer également aux peines de prison à vie sans possibilité de remise de peine.